# Cmentarz wojenny nr 154 – Chojnik-Zadziele
Cmentarz wojenny nr 154 – Chojnik-Zadziele – cmentarz z I wojny światowej znajdujący się w Chojniku w powiecie tarnowskim, w gminie Gromnik. Jeden z ponad 400 zachodniogalicyjskich cmentarzy wojennych zbudowanych przez Oddział Grobów Wojennych C. i K. Komendantury Wojskowej w Krakowie. W VI okręgu tarnowskim cmentarzy tych jest 63.

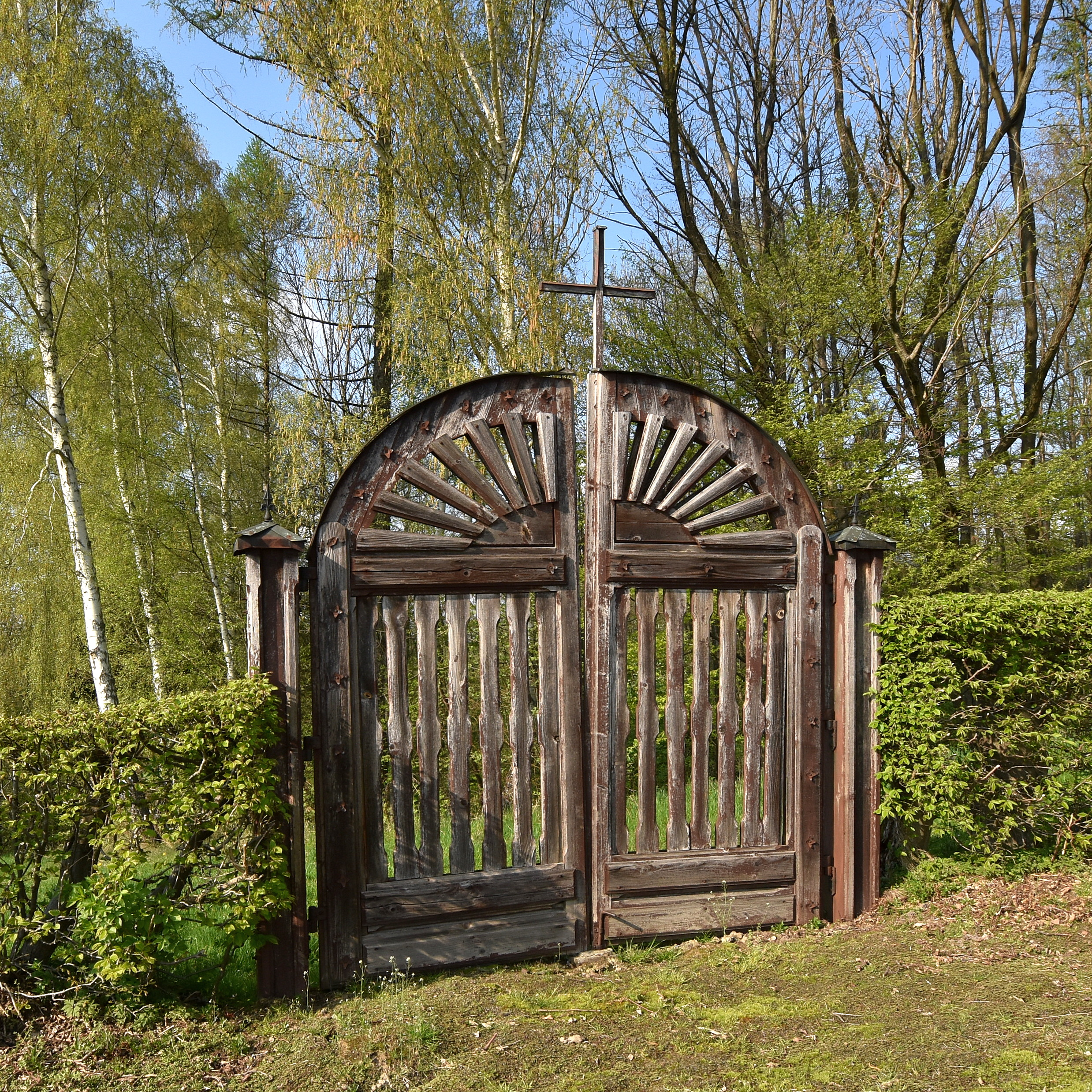
Brama

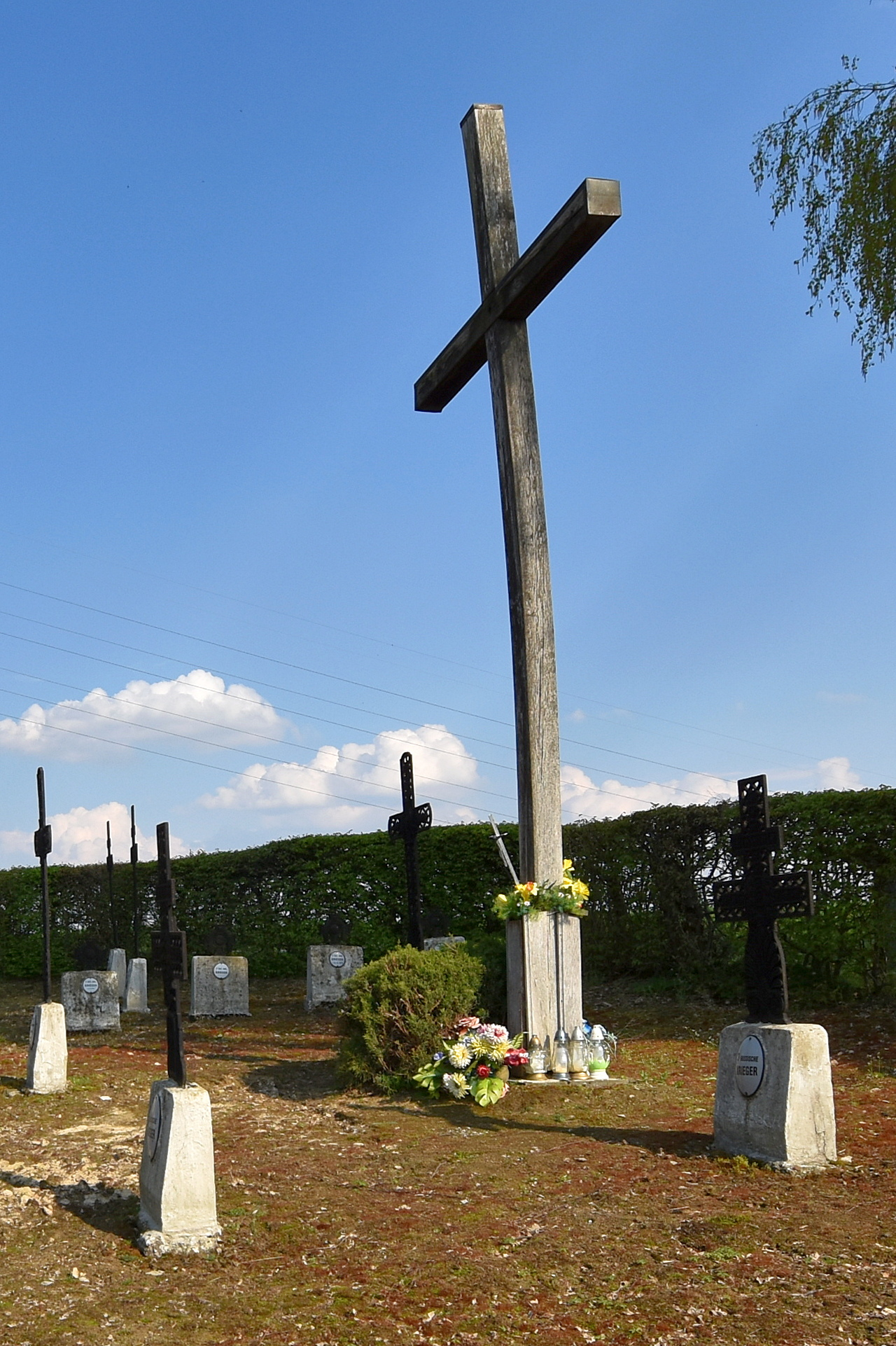
Krzyż drewniany

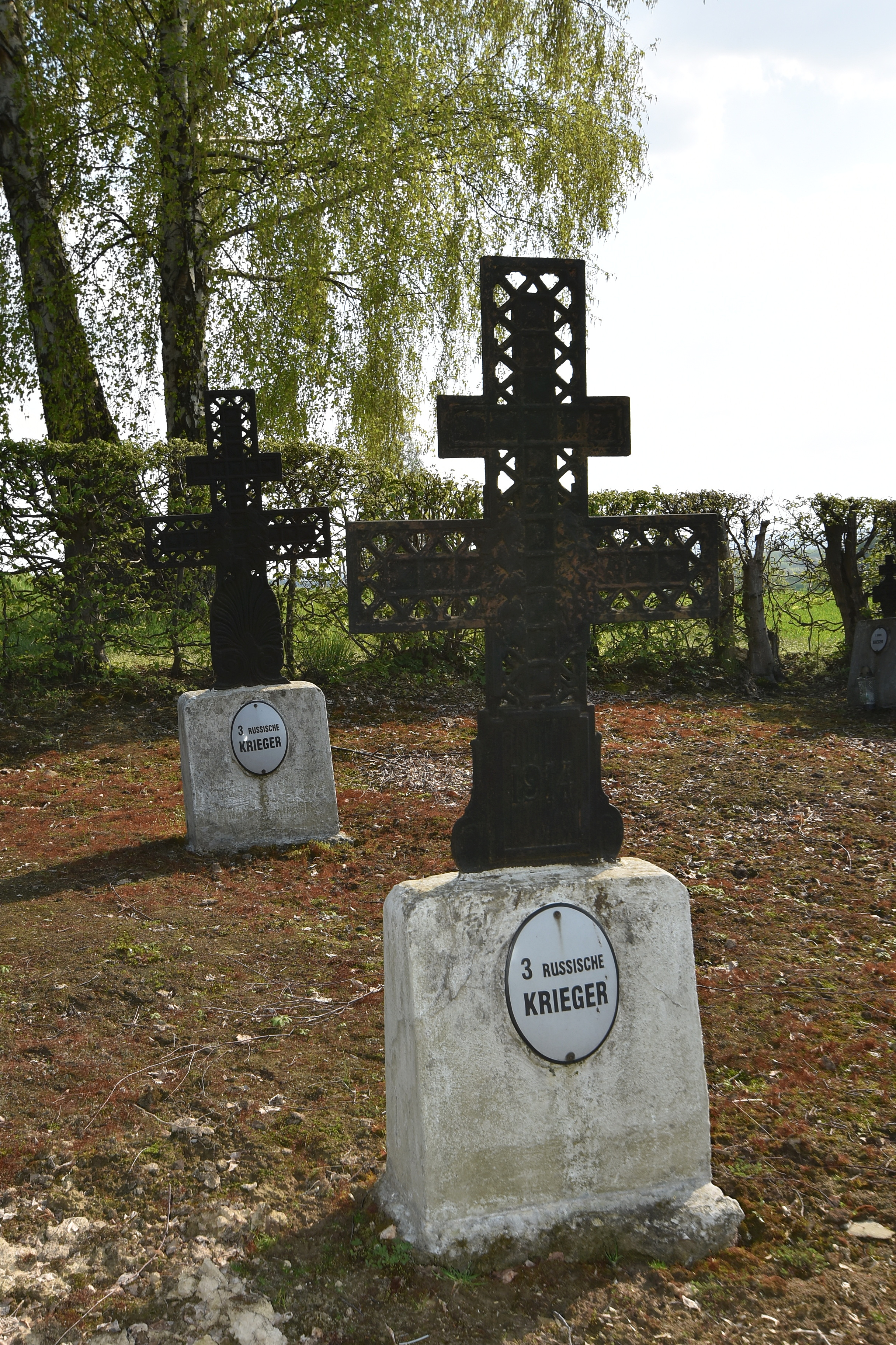
Nagrobki

## Opis cmentarza
Znajduje się na bezleśnym wzgórzu, przy jednej z wąskich dróg asfaltowych wychodzących od drogi wojewódzkiej nr 977 w Chojniku na północ. W terenie jest trudny do odszukania. Zbudowany został na planie prostokąta na stoku lekko opadającym na północną stronę. Ustawione w rzędach nagrobki to betonowe, prostokątne stele z żeliwnymi krzyżami. Jest kilka rodzajów krzyży. Początkowo ogrodzenie tworzył drewniany, schodkowo ustawiony płot oraz żywopłot. Wejście prowadziło przez drewnianą bramę. Centralnym elementem dekoracyjnym był wysoki drewniany krzyż.

## Polegli
W 12 grobach zbiorowych i 46 pojedynczych pochowano tu 43 żołnierzy armii austro-węgierskiej i 44 żołnierzy armii rosyjskiej. Zidentyfikowano tylko 11 z nich. Żołnierze austro-węgierscy walczyli w III Pułku Strzelców Cesarskich i 31. pułku piechoty landszturmu, żołnierze rosyjscy w 174. romieńskim oraz 279. łochwickim pułkach piechoty.

## Los cmentarza
Po II wojnie światowej nie dbano o cmentarze z I wojny, W naturalny sposób ulegały one zniszczeniu i zarastały roślinnością. Zdarzały się również akty wandalizmu. Dopiero od lat 90. zaczęto je odnawiać. Na cmentarzu nr 154 z oryginalnego cmentarza zachowały się tylko wywrócone nagrobki z krzyżami. Cmentarz poddano generalnemu remontowi. Przycięty i odnowiony żywopłot z wiązów stanowi obecnie jedyne ogrodzenie tego cmentarza. Drewniany krzyż i bramę wykonano na nowo, na wzór pierwotnych. Na nowo ustawiono i pomalowano stele i krzyże, wykonano nowe tabliczki emaliowane, wyplantowano teren. Wejście na cmentarz prowadzi przez wyciętą na kształt furtki lukę w żywopłocie (brama nie otwiera się).